# Casa de Cultura de Girona
La Casa de Cultura és un edifici a la ciutat de Girona que forma part de l'Inventari del Patrimoni Arquitectònic de Catalunya.
L'antic hospici, convertit actualment en centre cultural, fou edificat entre 1776 i 1785 segons el projecte de l'arquitecte castellà Ventura Rodríguez. Rodríguez, un dels màxims exponents de l'academicisme, un cop allunyat de la cort, fou autor del Col·legi de Cirurgia de Barcelona (1762-64), seu de l'actual Reial Acadèmia de Medicina de Catalunya, i de l'Hospici d'Olot (1779-84), a més del de Girona. La institució havia estat fundada el 1763 pel noble Ignasi de Colomer i de Cruïlles, i ampliada notablement pel bisbe Tomàs de Lorenzana, que encarregà a Rodríguez la construcció d'aquest gran casal.
Aquest edifici segueix el model institucionalitzat d'hospici, amb planta quadrangular tancada, patis interiors i església a l'eix, caracteritzat per una gran sobrietat ornamental, trencada només per la portalada rococó de la façana principal, on figura l'escut del fundador. Malauradament, els esgrafiats curvilinis de la restauració feta el 1957 han atenuat la marcada horitzontalitat de l'edifici.